# Niederländische Badmintonmeisterschaft 2015
Die Niederländische Badmintonmeisterschaft 2015 fand vom 30. Januar bis zum 1. Februar 2015 in Almere statt. 

## Austragungsort
- Topsportcentrum Almere, Almere

## Medaillengewinner
| Disziplin    | Gold                      | Silber                            | Bronze                              |
| ------------ | ------------------------- | --------------------------------- | ----------------------------------- |
| Herreneinzel | Eric Pang                 | Nick Fransman                     | Mark Caljouw                        |
| Herreneinzel | Eric Pang                 | Nick Fransman                     | Erik Meijs                          |
| Dameneinzel  | Soraya de Visch Eijbergen | Gayle Mahulette                   | Wendy Hoeve                         |
| Dameneinzel  | Soraya de Visch Eijbergen | Gayle Mahulette                   | Alida Chen                          |
| Herrendoppel | Jacco Arends Jelle Maas   | Michiel Kruijt Léon Nottelman     | Mark Caljouw Thomas Wijers          |
| Herrendoppel | Jacco Arends Jelle Maas   | Michiel Kruijt Léon Nottelman     | Dave Khodabux Jürgen Wouters        |
| Damendoppel  | Eefje Muskens Selena Piek | Samantha Barning Iris Tabeling    | Alida Chen Cheryl Seinen            |
| Damendoppel  | Eefje Muskens Selena Piek | Samantha Barning Iris Tabeling    | Lisa Khoeblal-Malaihollo Yvonne Sie |
| Mixed        | Jacco Arends Selena Piek  | Jorrit de Ruiter Samantha Barning | Russell Muns Cheryl Seinen          |
| Mixed        | Jacco Arends Selena Piek  | Jorrit de Ruiter Samantha Barning | Jelle Maas Iris Tabeling            |